# El Monte (California)
El Monte, fundada en 1912, es una ciudad del condado de Los Ángeles en el estado estadounidense de California. En el año 2000 tenía una población de 115.965 habitantes y una densidad poblacional de 4,688.4 personas por km². El eslogan de la ciudad es "the end of the Santa Fe Trail" y "Welcome to Friendly El Monte", que significan "el final del Tren Santa Fe" y "Bienvenido a la Amistosa El Monte". En 2002, El Monte era la 191ª ciudad más grande en los Estados Unidos. Fue también la 44 ciudad más grande de California. El Monte colinda con la región del Valle San Gabriel al este de la ciudad de Los Ángeles, uniéndose con la comunidad de Este de Los Ángeles.

## Geografía
El Monte está localizada en las coordenadas 34°4′24″N 118°1′39″O / 34.07333, -118.02750 (34.073276, -118.027491).
Según la Oficina del Censo de los Estados Unidos, la ciudad tenía un área total de 9.7 millas cuadradas (25.1 km²), de la cual, 9.6 millas cuadradas (24.7 km²) era tierra y el 0.1 millas cuadradas (0.4 km²) (1.44%) era agua.

## Demografía
Según el censo del año 2000, había 115,965 personas, 27,034 hogares, y 23,005 familias residiendo en la ciudad. La densidad poblacional era de 12,139.5 personas por milla cuadrada (4,688.4/km²). Habían 27,758 casas unifamiliares en una densidad de 2,905.8/sq mi (1,122.2/km²). La demografía de la ciudad era del 35.67% caucásica, 0.77% afrodescendiente, 1.38% amerindia, 18.51% asiática, 0.12% isleños del pacífico, 39.27% de otras razas y el 4.29% de dos o más razas. 72.39% de la población era hispana o latina de cualquier raza.

## Educación
El Distrito Unión de Escuelas Secundarias de El Monte consiste de las siguientes escuelas:
- Arroyo High School
- El Monte High School
- Mountain View High School
- South El Monte High School
- Fernando R. Ledesma High School, anteriormente conocida como Valle Lindo Continuation
- Rosemead High School
- El Monte-Rosemead Adult School
- San Gabriel Valley Conservation Corps, también conocida como San Gabriel Valley CC o SGVCC
- El Monte Union High School Community Day

## Ciudades hermanadas
El Monte se ha hermanado con las siguientes ciudades:
- Tuxtla Gutiérrez, Chiapas, México.
- Zamora, Michoacán, México.